# 익슈칠레시

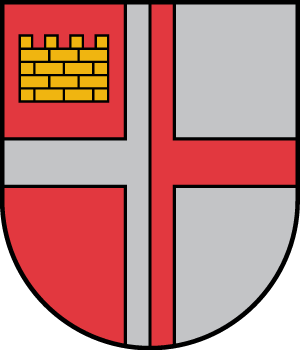
시 문장

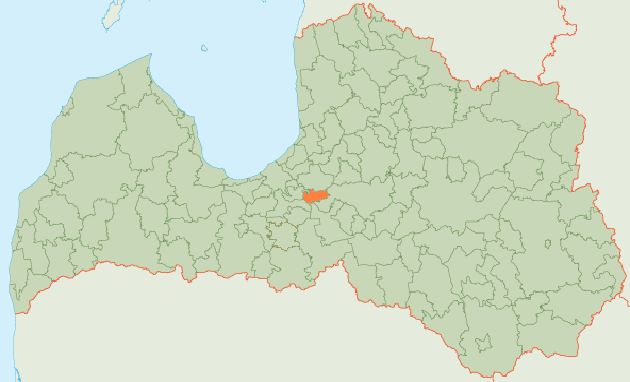
익슈칠레 시의 위치

익슈칠레시(라트비아어: Ikšķiles novads)는 라트비아의 지방 자치체로 행정 중심지는 익슈칠레이며 면적은 132.1km2, 인구는 8,346명(2009년 기준), 인구 밀도는 63명/km2이다. 1개 도시, 1개 교구를 관할한다.

## 같이 보기
- 라트비아의 행정 구역